# Gennaro Sangiuliano
Gennaro Sangiuliano (n. 6 iunie 1962, Napoli, Italia) este un politician italian.